# Färdighet

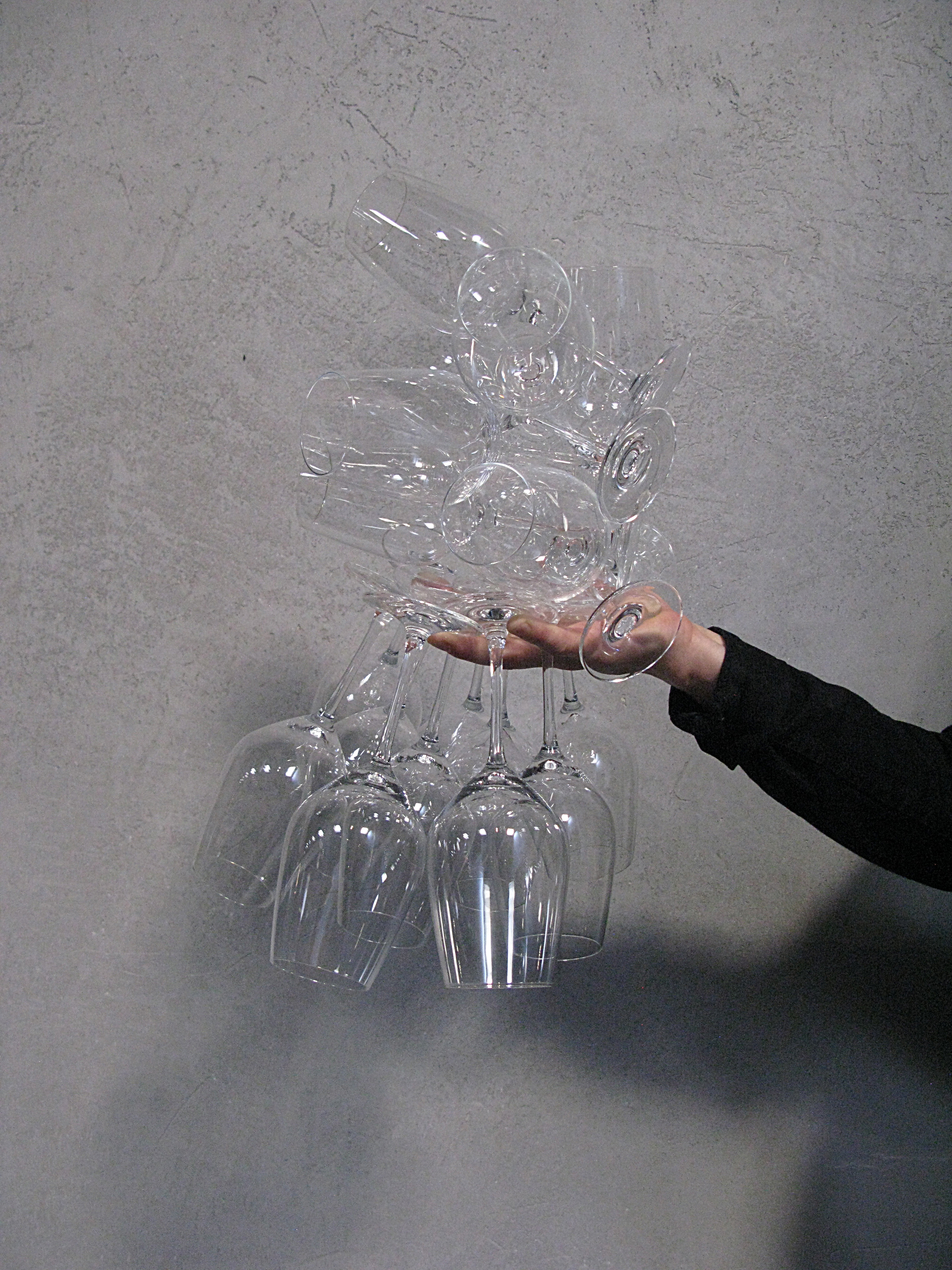
En färdighet kan vara att balansera många vinglas i en hand.

Färdighet eller skicklighet är en personlig förmåga att med hjälp av kunskap, erfarenhet och rent kroppsliga egenskaper kunna utföra en viss handling.